# Cordón Giovannini
Cordón Giovannini är en bergstopp i Antarktis. Den ligger i Västantarktis. Argentina, Chile och Storbritannien gör anspråk på området. Toppen på Cordón Giovannini är 834 meter över havet.
Terrängen runt Cordón Giovannini är huvudsakligen kuperad. Trakten är obefolkad. Det finns inga samhällen i närheten.